# Калипсо (музыка)
Кали́псо — афрокарибский музыкальный стиль, образовавшийся на Тринидаде и Тобаго в XX веке, произошёл от западноафриканского кайсо, был популярен в 1950-х годах. Корни калипсо возникли в XIX веке у африканских рабов на сахарных плантациях.

## История
Исполнитель калипсо Роринг де Леон (англ., «Рычащий Лев») в своей книге «Калипсо от Франции до Тринидада, 800 лет истории» (англ. Calypso from France to Trinidad, 800 Years of History) утверждает, что калипсо произошло от музыки средневековых французских трубадуров.
Восходит в своих истоках к традиционным африканским жанрам «иронического» пения (тексты калипсо, как правило, носят сатирический, моралистический или даже социально-критический характер, комментируют актуальные, новостные, злободневные темы, часто посвящены тяжёлой доле негров, жителей Тринидада). Исполнители калипсо расширили границы свободы слова, тексты их песен передавали все новости о жизни на острове, включая политические. Когда английская власть на острове усилилась, цензура стала тщательно отслеживать слова песен, но калипсо продолжало быть источником новостей.
Для калипсо характерны вопросо-ответная форма пения (запевалы и хора), использование полиметрии и полиритмии, нарочито ускоренное произнесение текста.
Первые записи калипсо, сделанные «Lovey’s String Band», появились в 1912 году. Первые звёзды появились в конце 1930-х годов: это Аттила Дехун, Роринг де Леон и Лорд Инвадер (под руководством Лорда Китшенера записывались вплоть до 2000 года).
Элементы калипсо также внедрились в джаз, что наблюдается в таком стиле, как калипсо-джаз.